# Mount Dryfoose
Dryfoose är ett berg i Antarktis. Det ligger i Västantarktis. Nya Zeeland gör anspråk på området. Toppen på Dryfoose är 1 600 meter över havet.
Terrängen runt Dryfoose är kuperad åt nordost, men åt sydväst är den bergig. Trakten är obefolkad. Det finns inga samhällen i närheten. 